# Uridina
L'uridina è un nucleoside composto dalla base azotata pirimidinica uracile cui è legato un anello di ribosio (o ribofuranosio) attraverso un legame β-N1-glicosidico.
Se l'uracile è legato ad un anello di deossiribosio, si ha la molecola di deossiuridina.